# Pol. Città di Ciampino
Polisportiva Città di Ciampino, còn được gọi là Pol. Città di Ciampino hay chỉ là Città di Ciampino, là một câu lạc bộ bóng đá Ý có trụ sở tại Ciampino, ở thủ đô Rome của thủ đô Rome (trước đây là tỉnh Rome). Città di Ciampino trở thành câu lạc bộ lớn của thành phố, sau APD Ciampino, giải thể năm 2014 bằng cách bán vị trí của mình trong giải đấu cho ASD Trastevere Calcio. Città di Ciampino đã tham gia năm 2016-17 Serie D, giải đấu cao thứ tư của Ý. Tuy nhiên, Città di Ciampino đã xuống hạng năm 2017 và đội đầu tiên đã rút khỏi Eccellenza Lazio vào năm 2018, chỉ tập trung vào đội trẻ.

## Lịch sử
Città di Ciampino được thành lập năm 2000.     Vào năm 2014, sau khi câu lạc bộ lớn của thành phố, APD Ciampino, bán vị trí của mình trong giải đấu (ở Eccellenza Lazio) để trở thành ASD Trastevere Calcio, Città di Ciampino trở thành câu lạc bộ chính của thành phố. Città di Ciampino đã chiến thắng 2014-15 Promozione Lazio, cấp độ cao thứ 6 của Ý (kể từ 2014, vị trí thứ 7 từ 1991 đến 2014) vào giữa năm 2015. Câu lạc bộ đã có được lần thăng hạng khác vào giữa năm 2016 từ Eccellenza Lazio đến Serie D, cấp độ cao nhất của bóng đá không chuyên nghiệp (nghiệp dư) của Ý và cấp độ cao thứ 4 nói chung. Tuy nhiên, câu lạc bộ đã xuống hạng sau khi chơi mùa giải Serie D duy nhất.
Năm 2018, đội bóng đầu tiên của câu lạc bộ đã rút khỏi Eccellenza Lazio vào năm 2018, chỉ tập trung vào đội trẻ.

## Sân vận động
Sportivo Comunale Superga, hay còn gọi là Stadio Comunale Superga hay chỉ là Stadio Superga, là sân vận động của Pol. Città di Ciampino. Nó có 400 chỗ ngồi.

## Đối thủ
Trong quá khứ, có một câu lạc bộ khác từ cùng một thành phố, Associazione Polisportiva Dilettantistica Ciampino hoặc APD Ciampino nói ngắn gọn. Số đăng ký FIGC của câu lạc bộ đó là 650.852. Câu lạc bộ đó được dựa trên một trung tâm thể thao khác, Centro Sportivo Arnnaldo Fuso, trên số 9 Via Cagliari (một con đường được đặt theo tên của Cagliari). Câu lạc bộ đó đã thăng hạng 2013-14 Eccellenza Lazio như một sự tái lập vào tháng 8 năm 2013. Tuy nhiên, câu lạc bộ đó đã bán vị trí của mình trong giải đấu cho ASD Trastevere Calcio vào năm 2014, khiến cho cái sau được "thăng hạng" một lần nữa trong lần thứ hai.
Một câu lạc bộ thay thế của APD Ciampino được thành lập vào năm 2017 trong cùng một trung tâm thể thao như Associazione Sportiva Dilettantistica Polisportiva Ciampino, hoặc ASD Pol. Tóm lại là Ciampino. Câu lạc bộ đó có số đăng ký là 947.465.
APD Ciampino và Pol. Città di Ciampino đã có một trận derby ở giải đấu 2012–13 Promozione Lazio. APD Ciampino hoàn thành vị trí thứ ba của nhóm C, trong khi Pol. Città di Ciampino đã hoàn thành thứ sáu của cùng một nhóm.
Năm 2014, đội La Mã A.S.D. ALMAS Roma, chuyển trụ sở của họ từ Rome đến Ciampino. Câu lạc bộ đó đã quay trở lại Rome vào năm 2017. Câu lạc bộ đó, tính đến 2018–19 Eccellenza Lazio, vẫn sử dụng Centro Sportivo Arnnaldo Fuso ở Ciampino, làm sân vận động của họ. 2015–16 Eccellenza Lazio  và 2017–18 Eccellenza Lazio  mặc dù cả hai ALMAS và Città di Ciampino thi đấu trong cùng giải đấu, Eccellenza Lazio, nhưng họ không ở trong cùng một bảng.

## Danh hiệu
- Eccellenza 
  - Chiến thắng (1): 2015-16
- Promozione
  - Chiến thắng (1): 2014-15